# Skolelinux
Skolelinux — операційна система, призначена для освітніх цілей та побудована на дистрибутиві Debian (тому вона також називається Debian-Edu). Skolelinux це проєкт вільного та відкритого програмне забезпечення, заснований спочатку у Норвегії, тепер підтримує усі мови, наявні у Debian, зокрема і українську. Його назва є прямим перекладом „шкільний лінукс“ з норвезької, „skole“ також походить від латинського слова schola.
Skolelinux пропонує чотири різні профілі встановлення з компакт-диску, що дозволяє легко встановити налаштовану освітню мережу, у тому числі основний сервер, робочі станції та сервер тонких клієнтів.
Загалом, її основними цілями є:
- Дати можливість вчителям забезпечувати високу якість ІТ-навчання для своїх учнів.
- Створити дистрибутив Linux спеціально для шкіл — з урахуванням їніх потреб та ресурсів.
- Спрощення обслуговування обчислювальної техніки.
- Забезпечення рішення з тонкими клієнтами, що спрощує технічне обслуговування, знижує витрати та дозволяє використовувати старе обладнання.
- Скоротити витрати за допомогою програмного забезпечення з відкритими джерельними кодами та повторного використання старого обладнання.
- Локалізація ІТ-інфраструктури, шляхом перекладу програмного забезпечення як офіційною письмовою формою норвезької — букмол та нюношк, а також північносаамькою мовою (це завдання згодом розширене щоб охопити усі мови, що використовуються в школах по всьому світу).
- Виявлення та сприяння розвитку програмного забезпечення яке б використовувалося у школах.

## Історія
Проєкт Skolelinux був розпочатий 2 липня 2001 року.
Двадцять п’ять програмістів та перекладачів погодилися на підвищення ефективності використання програмного забезпечення у галузі освіти. Вони не хотіли, щоб нове покоління користувачів комп’ютерів не мали доступу до джерельного коду, стверджуючи, що діти, які виявили зацікавленість повинні мати можливість вчитися у програмістів-експерта та створювати своє власне програмне забезпечення. Інші розробники, особливо перекладачі, були зацікавлені у наданні студентам комп’ютерних програм з інтерфейсами рідною мовою. Ці розробники вважали, що студенти повинні мати можливість переміщатися по Інтернету керуючись „дорожніми знаками“, які вони зрозуміють.
Проєкт Skolelinux був пов’язаний з членами організації „Linux у школах“, яка була заснована 16 липня 2001 року.
„Linux у школах“ пізніше змінили свою назву на „Вільне програмне забезпечення у школах“ на щорічному засіданні 16 жовтня 2004 року. Німецькі вчителі, розробники та перекладачі приєдналися до Skolelinux наприкінці 2002 року. У 2003 році проєкт Skolelinux поступово був інтегрований як стандартна частина дистрибутиву Debian.
Починаючи з 2003 року, багато розробників зі всього світу приєдналися до проєкту, найактивнішими були розробники з Греції, Франції та Німеччини. Проєкт Skolelinux співпрацює також з багатьма іншими проєктами безкоштовних програм для освіти, зокрема такими як LTSP, gnuLinEx, Edubuntu, K12LTSP, KDE, Gnome, Firefox та OpenOffice.org. Подібні організації були створені також у Іспанії, Німеччині, Латвії, Франції, Бразилії та Данії.
Skolelinux була однією з основних вкладників щодо переписування програми для встановлення Debian. Окрім того, Skolelinux провела інтенсивну розробку та тестування тонких клієнтів та бездискових робочих станцій як частини нового LTSP версії 5.

## Випуски
- Skolelinux 1.0 — кодова назва „Venus“ (після майже одночасного Проходження Венери),

заснована на Debian Woody та була випущена 20 червня 2004 року.
- Skolelinux 2.0 — кодова назва „DebianEdu“ (оскільки Skolelinux був прийнятий як частина підпроєкту Debian з такою ж назвою), заснована на Debian Sarge та була випущена 14 березня 2006 року.
- Skolelinux 3.0 — кодова назва „Terra“, заснована на Debian Etch та була випущена 22 липня 2007 року. [1] Через жорсткий зв’язок між проєктом Debian та кастомізованим дистрибутивом Debian (en:Custom Debian Distribution[en]) Skolelinux, цей дистрибутив іноді також називають Debian Edu 3.0.
- Skolelinux 5.0, також відома як Debian Edu 5.0.4+edu0 побудована на основі Debian Lenny була випущена 9 лютого 2010 року.[2]
- Skolelinux 6.0, також відома як Debian Edu 6.0.4+edu0 побудована на основі Debian Squeeze була випущена 11 березня 2012 року.[3]
- Skolelinux 7.1, також відома як Debian Edu 7.1+edu0 побудована на основі Debian Wheezy була випущена 28 вересня 2013 року.[4]

## Фінансування
Розвиток Skolelinux фінансово підтримує SLX Debian Labs на щорічній основі. Норвезьке міністерство освіти та міністерство реформ й Адміністрація виступили спонсором проєкту. Крім того, жертводавці та приватні компанії надають спонсорську допомогу. Це допомагає щорічно організовувати зустрічі 7-10 розробників у Норвегії, Іспанії та Німеччині.

## Зовнішні посилання
- Офіційний сайт(англ.)
- Офіційний норвезький сайт(норв.)
- Вікіпроєкт DebianEdu [Архівовано 10 січня 2010 у Wayback Machine.](англ.)
- Німецька вікі щодо skolelinux(нім.)
- Італійська вікі щодо skolelinux [Архівовано 22 березня 2009 у Wayback Machine.](італ.)
- skolelinux у Франції [Архівовано 11 червня 2009 у Wayback Machine.]
- Переклади skolelinux: як додати підтримку рідної мови [Архівовано 6 липня 2010 у Wayback Machine.](англ.)
- Перелік пакунків для Debian Edu (перелік збірок)(укр.)
- Debian Edu / Skolelinux Squeeze 6.0.4+r0 Manual(англ.)